# Харгита
Окръг Харгита e окръг в регион Трансилвания в Румъния.
Обхваща средната част на източния дял на Карпатите и заема територия от 6639 кв2, което е 2,8 % от общата площ на Румъния. В областта има 86 % унгарско мнозинство.

## Градове
- Миеркуря Чук (ung. Csíkszereda)
- Одорхею Секуйеск (ung. Székelyudvarhely)
- Георгени (ung. Györgyószentmiklós)
- Топлица (ung. Maroshévíz)
- Кристуру Секуйеск (ung. Székelykeresztúr)
- Балан (ung. Balánbánya)
- Влахица (ung. Szentegyháza)
- Борсек (ung. Borszék)
- Бъиле Тушнад (ung. Tusnádfürdő)

## Население
- общо – 222 449 (2002 г.)
- секеи (унгарци) – 164 158 д. (73,79 %)
- румънци – 51 790 д. (23,28 %)
- цигани – 5973 д. (2,68 %)